# Proche (Einheit)
Proche war eine französische Flächeneinheit.
- 1 Proche = 9 Quadratklafter (Wiener) plus 3 Fuß2 = 9 mal 3,597 Quadratmeter plus 3 mal 0,316082 Quadratmeter ≈ 32,673 Quadratmeter (errechn.)